# Nephograptis
Nephograptis là một chi bướm đêm thuộc phân họ Tortricinae của họ Tortricidae.

## Các loài
- Nephograptis necropina Razowski, 1981